# Днепровско-окский язык
Днепро́вско-о́кский язы́к (восто́чно-перифери́йный, днепро́вско-балти́йский) — один или несколько мёртвых балтских языков, на существование которых указывают данные топонимики.  Занимал верховья Западной Двины, бассейны верхних Днепра и Десны, верхней и средней Оки, а также Сейма. Начиная с VII и VIII веков балтские диалекты региона были замещены древнерусским языком. Единственный известный этноним — голядь (междуречье Оки и Москвы); о языке этого племени см. голядский язык.
Гидронимика чётко указывает на древнее присутствие балтов в двух регионах, которые к началу исторического времени были заняты восточными славянами:
- днепровский — самый обширный, более того, членимый на отдельные относительно самостоятельные гидронимические ареалы (Березинский, Сожский, Припятский, Десненский бассейны), охватывающий северную половину бассейна Днепра от его истоков до Киева (и даже южнее, ср. Вилия, Шандра и др.) и насчитывающий (считая варианты названий и то, что часто одно и то же название может относиться к нескольким, иногда многим водным объектам) до пяти-шести сотен надежных гидронимических балтизмов. Хотя их распространение по всему днепровскому бассейну неравномерно и сильные сгущения чередуются с существенно разреженными в отношении балтизмов пространствами, в целом есть основания говорить о непрерывности балтийского гидронимического элемента в бассейне Днепра.
- окский — бассейн Оки, несколько сотен балтийских гидронимов + обильные заимствования в поволжско-финских языках. Однако по течению Оки прореженность балтизмов в верховьях, тем более практическое отсутствие их в пределах Рязанской и Нижегородской областей, сочетается с густотой балтийского гидронимического слоя в пределах Калужской и Московской областей и, что удивительно, со сгущением балтизмов в самом нижнем течении Оки (последние — из числа весьма надёжных). В конце XX века исследования Ю. В. Откупщикова и В. Н. Топорова выявили массовое распространение балтийских гидронимов на территории Московской, Тверской и Смоленской областей, реже — в Калужской, Тульской и Орловской областях (что указывает на более широкую, нежели предполагалось ранее, область распространения балтийских гидронимов в Поочье).

## Носители языка
В первые века нашей эры описанная выше территория была занята днепро-двинской (на западе) и мощинской (на востоке) культурами, которые обычно и ассоциируются с днепровско-окскими балтами. Отнесение к балтской зоне некоторых соседних культур, — таких, как киевская, — вызывает споры. С V века на территории днепро-двинской культуры формируется тушемлинская культура, которая к VIII—IX векам становится достоверно славянской. Реликты мощинской культуры («культура москворецких городищ») сохраняются до XI—XII веков на севере её ареала, где по летописным данным проживало балтское племя голядь.

## Проблема балтов в Среднем Поволжье
Обнаружение в Среднем Поволжье очевидных гидронимических балтизмов актуализировало проблему восточной границы расселения балтов. В. В. Напольских считает восточным флангом балто-славянской культурно-языковой общности именьковскую культуру Среднего Поволжья, хотя это суждение весьма спорно.
Согласно П. Хайду ранние контакты волжских финнов с балтами, с одной стороны, и предками индо-иранских племен, с другой, пространственно относятся к Среднему Поволжью, а по времени — к общефинской эпохе между началом I-го тысячелетия до н. э. и VI—VIII веках н. э. Об этих контактах свидетельствуют обильные балтизмы в прибалтийско-финских, а отчасти и в поволжско-финских языках и, более того, отдельные заимствования в балтийских языках, которые могли быть усвоены ещё из поволжско-финских языков, как, например, лит. sóra ‛просо’, ‛пшено’, латыш. sāre, источником которых было исходное *psārā (объясняющее, видимо, и русское слово «просо») — ср. морд. śora (эрзя), suro (мокша) ‛хлеб’, ‛зерно’.